# Tullio Bonadeo
Tullio Bonadeo (Cerreto Grue, 3 aprile 1905 – Sampierdarena, 24 gennaio 1968) è stato un calciatore e pallanuotista italiano.
Sia nel calcio che nella pallanuoto ha ricoperto il ruolo di portiere.

## Carriera

### Calciatore
Giocò tre stagioni in Serie A con la Lazio ed altre cinque in Divisione Nazionale tra Sampierdarenese e La Dominante. Vinse anche tre mondiali universitari nel 1927 a Roma, nel 1928 a Parigi e nel 1930 a Darmstadt.

### Ciclista e pallanuotista
Oltre che come calciatore fu anche ciclista dilettante e giocatore di pallanuoto, sempre nel ruolo di portiere.